# Radostów Średni (gromada)
Radostów Średni – dawna gromada, czyli najmniejsza jednostka podziału terytorialnego Polskiej Rzeczypospolitej Ludowej w latach 1954–1972.
Gromady, z gromadzkimi radami narodowymi (GRN) jako organami władzy najniższego stopnia na wsi, funkcjonowały od reformy reorganizującej administrację wiejską przeprowadzonej jesienią 1954 do momentu ich zniesienia z dniem 1 stycznia 1973, tym samym wypierając organizację gminną w latach 1954–1972.
Gromadę Radostów Średni z siedzibą GRN w Radostowie Średnim utworzono – jako jedną z 8759 gromad na obszarze Polski – w powiecie lubańskim w woj. wrocławskim, na mocy uchwały nr 19/54 WRN we Wrocławiu z dnia 2 października 1954. W skład jednostki weszły obszary dotychczasowych gromad Radostów Średni, Radostów Górny i Radostów Dolny ze zniesionej gminy Uniegoszcz w powiecie lubańskim oraz Mściszów ze zniesionej gminy Milików w powiecie bolesławieckim w tymże województwie. Dla gromady ustalono 13 członków gromadzkiej rady narodowej.
31 grudnia 1961 gromadę zniesiono, a jej obszar włączono do gromady Uniegoszcz w tymże powiecie.